# Самир Кафити
Самир Кафити (енгл. Samir Kafity; 21. септембар 1932 — 21. август 2015) је био палестински англикански епископ.

## Биографија
Рођен је 21. септембра 1932. у Хаифи. Школовао се на Америчком универзитету у Бејруту 1959. године. Био је парох палестинске конгрегације у катедрали Светог Ђорђа у Јерусалиму, а затим је радио у катедралама Сент Андреј у Рамали, Светом Петру и Свих Светих у Бејруту. Од 1977. године је радио као предавач на Универзитету Бирзеит, а затим као архиђакон у Јерусалиму. Године 1982. је постао епископ коадјутор Јерусалима, а две године касније англикански бискуп. Између 1984. и 1997. је био други палестински арапски бискуп. Имао је два петогодишња мандата као покрајински председник епископ и предстојник. Од 1999. године је био резидентни бискуп у Епископалној цркви Светог Вартоломеја у Пауеју. Преминуо је у својој кући у Сан Дијегу 21. августа 2015.